# Arubaanse renhagedis
De Arubaanse renhagedis (Cnemidophorus arubensis), lokaal (Papiaments) bekend als cododo of blausana, is een hagedis uit de familie Teiidei. De vrouwtjes en jonge hagedissen worden Lagadishi ofwel "hagedis" genoemd, terwijl de volwassen mannetjes Blóbló ("Blauw-blauw") worden genoemd.
Deze hagedissensoort is uniek voor het eiland Aruba en is aldaar de talrijkste.

## Taxonomie
De wetenschappelijke naam van de soort werd in 1887 gepubliceerd door Theodorus Willem van Lidth de Jeude. Cnemidophorus arubensis werd sinds 1940 opgevat als een ondersoort van het wenkpootje (Cnemidophorus lemniscatus). Toen bleek dat C. lemniscatus, die waarschijnlijk rond 1950 op Aruba geïntroduceerd werd, niet te hybridiseren was met C. arubensis werd duidelijk dat het twee aparte soorten betrof. Verwant aan C. arubensis zijn de endemische soorten van Curaçao (Cnemidophorus murinus) en Bonaire (Cnemidophorus ruthveni).

## Beschrijving
De soort is een van de snelste hagedissen ter wereld en kan een snelheid behalen van 30 km per uur. De soort bereikt een lichaamslengte van ongeveer 13 centimeter, de staart niet meegerekend. 
De mannetjes hebben een blauwe kop en blauwgroene poten en staart. De romp is bruin-groen met rijen witte tot felblauwe stippen op de flanken. Bij de meeste Cnemidophorus-hagedissen worden de kleuren van mannetjes levendiger tijdens het paarseizoen en C. arubensis vertoont dit in hevige mate. Tijdens het paarseizoen, van september tot oktober, worden volwassen mannetjes intens blauw, en deze lichtblauwe kleur bedekt een groot deel van hun lichaam. Daarentegen hebben vrouwelijke hagedissen en juvenielen verschillende tinten bruin. Volwassen vrouwtjes hebben langwerpige banden op hun bovenlichaam, van kop tot staart. Bovendien hebben ze blauwe oogvlekken aan de zijkanten en achterpoten.

## Dieet
Een van de opmerkelijke aanpassingen die worden waargenomen binnen de familie Teiidei is de overgang naar herbivore diëten bij verschillende eilandsoorten. Deze verschuiving is vooral duidelijk zichtbaar bij C. arubensis en C. murinus (Curaçao).
Het dieet van de Arubaanse renhagedis omvat insecten maar bestaat voornamelijk uit plantaardig materiaal zoals bloemen, nectar, bladeren en fruit. Ze vertonen selectiviteit in hun plantaardige consumptie vanwege de aanwezigheid van gifstoffen in veel beschikbare plantensoorten, met name die met relatief hoge hoeveelheden fenolen, saponinen en alkaloïden (zoals kinine). Als gevolg daarvan vermijden deze hagedissen actief dergelijke planten.
Er is waargenomen dat coprofagie, het consumeren van ontlasting, voorkomt bij C. arubensis. De dikke darm is groter dan bij andere soorten renhagedissen en is duidelijk aangepast aan een herbivoor dieet. In een natuurlijke, ongestoorde habitat bestaat ongeveer 80% van de maaginhoud uit plantaardig materiaal, terwijl ongeveer 15% bestaat uit insecten en andere geleedpotigen. De overige 5% bestaat uit materialen zoals ontlasting, kleine steentjes en takjes.

## Reproductie
Alle tejuhagedissen zijn ovipaar, en de grootte van het legsel hangt meestal samen met de lichaamsgrootte van de hagedis. Terwijl diverse Cnemidophorus-soorten legsels hebben variërend van twee tot zes eieren, produceert de Arubaanse renhagedis per legsel slechts één, zij het vrij groot, ei. Renhagedissen hebben femorale poriën die groter zijn bij mannetjes dan bij vrouwtjes. Daarnaast hebben mannetjes pre-anale poriën.

## Gedrag
Communicatie met de voorpoot komt vaak voor bij de Arubaanse renhagedis. Het kan ook worden waargenomen bij het wenkpootje (C. lemniscatus).